# Posttranslationele modificatie
Posttranslationele modificatie (PTM) is de covalente wijziging van een eiwit tijdens of na de eiwitsynthese. Tijdens de translatiefase van de eiwitsynthese, gebruiken ribosomen mRNA om een nieuwe polypeptideketen aan te maken. Deze polypeptideketen kan dan een posttranslationele modificatie ondergaan om tot zijn mature (volwassen) vorm te komen. Deze modificatie is over het algemeen gekatalyseerd door een enzym. PTM's spelen een belangrijke rol in celsignalering.
Posttranslationele modificaties kunnen plaatsvinden op de aminozuur-zijketens, of aan de N-/C-uiteinden van de polypetideketen. Ze kunnen het chemische repertoire van de 20 standaardaminozuren uitbreiden door de toevoegingen van nieuwe functionele groepen (fosfaat, acetaat, amide, methyl). Fosforylatie is een veelvoorkomend mechanisme om de activiteit van enzymen te reguleren en is de meest voorkomende PTM. Vele eukaryote eiwitten krijgen suikermodificaties, die onder andere helpen bij de eiwitvouwing. De toevoeging van vetmoleculen gebeurt veelal op eiwitten die bestemd zijn voor het celmembraan.
Andere vormen van PTM's zijn klievingen van peptidebindingen. Een propeptide kan zo omgezet worden naar zijn mature vorm. Ook de vorming van zwavelbruggen met cysteïne-residuen worden beschouwd als PTM.
Een aantal enzymatische posttranslationele modificaties zijn:
- Glycosylering, de toevoeging van een oligosacharide.
- Fosforylering, de toevoeging van een fosfaatgroep.
- Methylering, de toevoeging van een methylgroep.
- Prenylering, de toevoeging van een hydrofobe groep.
- Acetylering, de toevoeging van een acetylgroep.
- Arginylering, de toevoeging van een arginine-residu.
- Klieving van een of meerdere peptidebindingen. De translatie van het polypeptide dat uiteindelijk insuline wordt, levert slechts één polypeptideketen. Na vorming van de disulfidebruggen wordt een deel uit het midden van de keten geknipt, waardoor insuline ontstaat, dat uit twee polypeptideketens bestaat.

Een aantal niet-enzymatische posttranslationele modificaties zijn:
- Glycatie, de toevoeging van een oligosacharide.
- Carbamylatie, de toevoeging van isocyaanzuur aan de N-terminus van lysine, histidine, taurine, arginine of cysteine